# آدلینا سوتنیکووا
آدلینا سوتنیکووا (روسی: Адели́на Дми́триевна Со́тникова؛ زادهٔ ۱ ژوئیهٔ ۱۹۹۶) اسکیت‌باز نمایشی اهل روسیه است.
وی همچنین برندهٔ جوایزی همچون نشان دوستی شده‌است.